# بروس ویلیامز (تیرانداز ورزشی)
بروس ویلیامز (انگلیسی: Bertram Williams؛ ۱۸ دسامبر ۱۸۷۶ – ۲۴ ژانویهٔ ۱۹۳۴) ورزشکار اهل کانادا بود.
وی در مسابقات کشوری و بین‌المللی در مجموع برندهٔ ۱ مدال برنز شده‌است.